# Martin Schmeitzel
Martin Schmeitzel (ungarisch Schmeiczel Márton, * 28. Mai 1679 in Kronstadt; † 20. Juli 1747 in Halle) war ein deutscher Staatswissenschaftler, Historiker und Heraldiker.

## Leben
Der Sohn des Diakons an der Kirche St. Johannes der Täufer (seit 1716/25: Franziskanerkirche) hatte seinen Vater Michael Schmeizel (1640–1685) bereits in früher Kindheit verloren. Seine Mutter Catharina geb. Klöskes († 1692) starb, als er 13 Jahre alt war. Franz Rheter (* um 1685/90; † nach 1741) aus Kronstadt (Corona Transylvan.), der sich am 19. Oktober 1707 in Jena immatrikuliert hatte, war wahrscheinlich ein 1708 in Leipzig und Halle erwähnter Vetter von Schmeizel.
Nachdem Martin Schmeitzel die Stadtschule und das Gymnasium seiner Heimatstadt durchlaufen hatte, bereiste er Ungarn, Polen, Schlesien sowie Sachsen und bezog im Januar 1700 die Universität Jena. Dort besuchte er Vorlesungen von Johann Paul Hebenstreit, Johann Kaspar Posner und Burkhard Gotthelf Struve. 1702 wechselte er an die Universität Wittenberg, zog an die Universität Greifswald weiter, wo er Vorlesungen von Johann Friedrich Mayer und Johann Philipp Palthen hörte, und wurde Informator eines Adligen, mit dem er 1706 die Universität Halle bezog.
1709 erhielt er den Auftrag, zwei schwedische Adelige – die Halbbrüder (fratres germani) Baron Christian (1694–1762) und Baron Rüdiger von Barnekow (1695–1772) – nach Deutschland zu begleiten. Auf der Hinreise im Sommer nahm er die Universität Kopenhagen und die Universität Lund in Augenschein. Mit den beiden Baronen kehrte er zunächst nach Halle, dann nach Jena zurück. Da er schon private Vorlesungen gehalten hatte, erwarb er 1712 den akademischen Grad eines Magisters der Philosophie. Mit Schwierigkeiten – die Schiffe wurden auf beiden Fahrten von Kaperfahrern aufgebracht – konnte er die ihm anvertrauten Edelleute wieder nach Schweden zurückbringen und gelangte selbst sehr umständlich wieder nach Jena zurück. In Jena setzte er seine Vorlesungen fort, erwarb 1716 die Vorlesungserlaubnis für Hochschulen als Magister legens, wurde 1720 Adjunkt der philosophischen Fakultät, erhielt dort 1721 eine außerordentliche Professur der Philosophie im Fachbereich Geographie, und ihm wurde die Inspektion der akademischen Bibliothek übertragen. In einer Vorlesung (Collegium politico-statisticum) verwendete Schmeitzel 1723 erstmals den Begriff Statistica.
Nachdem Nikolaus Hieronymus Gundling gestorben war, wechselte Schmeitzel 1731 an die Universität Halle, wurde dort königlich preußischer Hofrat und Professor des Staatsrechts und der Geschichte, was er bis zu seinem an Steckfluß erlittenen Lebensende blieb. Zudem hatte Schmeitzel auch organisatorische Aufgaben an der Hallenser Hochschule übernommen und war 1743/44 Prorektor der Alma Mater.
Seine gründlichen und wissenschaftlichen Arbeiten überragten die Arbeiten der Zeitgenossen. 1735 wandte er sich entschieden gegen die „unerhörte Grausamkeit“ der Ausrottung der indigenen Bevölkerung Amerikas und den transatlantischen Sklavenhandel mit afrikanischen Menschen. Viele Mühen steckte er in die Herkunft der Heroldsbilder und versuchte, sie nach geometrischen Formen zu ordnen. Zu seinen Schülern gehörte der spätere Gouverneur von Siebenbürgen Samuel von Brukenthal.
Schmeitzel war zweimal verheiratet. Seine erste Ehe ist er 1713 mit Regina Elisabeth, der Tochter des Jenaer Stadtrichters Meyer, eingegangen. Aus dieser Ehe stammen seine drei Töchter Christiane Marie, Maria Dorothea und Johanna Katharina. Seine zweite Ehe schloss er 1730 mit Anna Katharina (geb. Ehlingen; † 1745), der Witwe des Superintendenten von Apolda Johann Friedrich Bauch.

## Werke
- Epistola Martini Lutheri ad Joannem Honterum Reformatorem Coronensem im Transilvania (sic!) …, primum ex autographo … exposita. Müller, Jena 1712 (Google-Books)
- Commentatio historica de coronis, tam antiquis, quam modernis iisque Regiis. Johann Martin Golner, Jena 1713 (Google-Books)
- De insignibus vulgo clenodiis Regni Hungariae ut et ritu inauguranti Reges Hungariae. Schedisma Historicum. Johann Martin Golner, Jena 1713 (Google-Books)
- Historischer Beweiß, daß der Pragische Jesuit P. Johannes Krauss[23] in seinem so genandten Historischen Beytrag Zum zweyten Lutherischen Jubel-Jahr, in vielen Stücken geirrt … Pierre Marteau (Pseudonym), Köln 1717 (Google-Books)
- (Quaestio) An elector Saxoniae Johannes cognomento Constans ante obitum, relicto Lutheranorum coetu, in castra Pontificiorum transiverit? Johann Volkmar Marggraf, Jena 1718 (Google-Books)
  - 2. Auflage Christian Ludwig Sympher, Halle 1741 (Google-Books)
- Praecognita historiae civilis. Johann Matthias Kaltenbrunner, Jena 1720 (Google-Books)
  - Praecognita historiae civilis universalis. 2. Auflage Johann Matthias Kaltenbrunner, Jena 1730 (Digitalisat der Sächsischen Landesbibliothek – Staats- und Universitätsbibliothek Dresden)
- Praecognita historiae ecclesiasticae. Johann Bernhard Hartung, Jena 1721 (Google-Books)
- (Dissertatio) De natura et indole artis heraldicae. Müller, o. J. [1720/21] (Google-Books)
- Rechtschaffener Lehr- und Hoff-Meister, Oder Vernünfftige Anweisung Wie ein Privat-Informator die ihm anvertraute Kinder glücklich unterrichten, Und ein Hoff-Meister seine Untergebene auf Reisen und Universitäten, gebührend anführen solle. Johann Bernhard Hartung, Jena 1722 (Digitalisat der Staatsbibliothek zu Berlin – Preußischer Kulturbesitz)
  - Rechtschaffener Lehr- und Hof-Meister, Oder Vernünftige Anweisung Wie ein Privat-Informator die ihm anvertraute Kinder glücklich unterrichten, Und ein Hof-Meister seine Untergebene auf Reisen und Universitäten, gebührend anführen solle. 2. Auflage Johann Adam Melchior, Jena 1736 (Google-Books)
- De statu ecclesiae Lutheranorum in Transilvania … Dissertatio epistolica. Johann Bernhard Hartung, Jena 1722 (Google-Books)
- Programma auspicale De uno verae eruditionis impedimento, quod ab ignorantia oeconomiae totius eruditionis, suam ducit originem, quo ad Orationem inauguralem De titulo imperatoris quem Russorum Tzaarus sibi dari praetendit. Fickelscherr, Jena 1723 (Google-Books)
- Einleitung Zur Wappen-Lehre. Johann Bernhard Hartung, Jena 1723 (Google-Books)
  - 2. Auflage Johann Adam Melchior, Jena 1734 (Google-Books)
- (Wochen-Zeitschrift-Herausgeber) Einleitung Zur neuesten Historie der Welt. Jena 1, Heft 1 (1723) – 3, Heft 36 (1725/27)
- (Zeitungs-Herausgeber) Wahrhafftige Historische Nachricht Jena 1, Heft 1 (1725) – 2, Heft 24 (1726)[24]
  - (daraus in 27 Fortsetzungen) Wahrhafftige Historische Nachricht von dem am 16. Jul. 1724 zu Thorn in Preussen paßirten Tumult des gemeinen Volcks, wider das Jesuiter Collegium, Und der hierauf am 7. Dec. erfolgten sehr scharffen Execution einiger zum Todt verurtheilten Personen. Johann Volckmar Marggraf, Jena o. J. [1725] (Google-Books)
- Abriß zu einem Collegio Publico über die Historie Der Stadt und Universität Jena. Johann Volckmar Marggraf, Jena 1727 (Digitalisat der  Universitäts- und Landesbibliothek Sachsen-Anhalt Halle)
  - (Herausgegeben von Ernst Devrient): Jenaische Stadt- und Universitäts-Chronik. Nebst einem Stadtplan vom Jahre 1758. Bernhard Vopelius, Jena 1908
- Versuch Zu einer Historie der Gelehrheit. Peter Fickelscherr, Jena 1728 (Google-Books)
- (Disputation; Respondent: Johann Fabri) Officium Amoris et Gratulationis Viro Clarissimo et Doctissimo Ioanni Fabri Hungaro cum in Academia Ienensi post Praeclara Exacta Spatia Magistri Philosophiae Honores ex Merito Adipisceretur Persolutum ab Martino Schmeizel Philos. Profess. Publ. ut et Biblioth. Acad. Inspectore. In Academia Ienensi A. R. S. MDCCXXVIII d. 10. April. Peter Fickelscherr, Jena 1728
- Abriß Zu einer Vollständigen Reichs-Historie. Peter Fickelscherr, Jena 1728 (Google-Books)
- Anrede An die Herren Studenten zu Halle. Grunert / Johann Christoph Krebs, Halle 1731 (Google-Books)
- Zweyte Anrede An die Herren Studenten zu Halle. Salfeld, Halle 1732 (Google-Books)
- Einleitung Zur Staats-Wissenschaft überhaupt Und dann zur Kenntniß Derer Europäischen Staaten insonderheit. Renger, Halle 1732 (Google-Books)
- Allocutio Tertia (= Dritte Anrede). Ad … Dominos Studiosos in Regia Fridericiana. Salfeld, Halle 1733 (Google-Books)
- Vierdte Anrede An die Herren Studenten zu Halle. Halle 1734 (Google-Books)
- Vom ‚Assiento‘ und was dadurch zu verstehen? In: Wöchentliche Hallische Anzeigen (1735), Sp. 328–331 (Google-Books)
- Fünffte Anrede An die Herren Studenten zu Halle. Halle 1736 (Google-Books)
- Die Klugheit zu leben und zu Conversiren, Zu Hause, auf Universitäten und auf Reisen. Renger, Halle 1737 (Digitalisat der Staatsbibliothek zu Berlin – Preußischer Kulturbesitz)
- Rechtschaffener Academicus, Oder Gründliche Anleitung, Wie ein academischer Student seine Studien und Leben gehörig einzurichten habe. Renger, Halle 1738 (Google-Books)
- Untersuchung was in dem Römischen Reich bey dem Gebrauch und Mißbrauch der Wappen, Rechtens sey. In: Wöchentliche Hallische Anzeigen (1737), Sp. 249–259 und 291–302
- Sechste Anrede An die Herren Studenten zu Halle. Sympher, Halle 1740 (Google-Books)
- Siebente Anrede An die Herren Studenten zu Halle. Sympher, Halle 1741
- Achte Anrede An die Herren Studenten zu Halle. Sympher, Halle 1743 (Google-Books)
- Catalogus scriptorum qui res Hungariae, Transilvaniae, Valachiae, Moldaviae, Croatiae, Dalmatiae, Vicinarumque Regionum et Provinciarum illustrant, et in bibliotheca Martini Schmeizel … adservantur. Kittler, Halle 1744 (Digitalisat der Sächsischen Landesbibliothek – Staats- und Universitätsbibliothek Dresden)
  - (Herausgegeben von Michael Gottlieb Agnethler): Index Bibliothecae Res Hungariae Transilvaniae Vicinarumque Provinciarum Illustrantis Quam Martin. Schmeizel … instruxit. Kittler, Halle 1751 (Digitalisat der Niedersächsischen Staats- und Universitätsbibliothek Göttingen)
- Neunte Anrede An die Herren Studenten zu Halle. Sympher, Halle 1745
- (Herausgegeben von Michael Gottlieb Agnethler): Erläuterung Gold- und Silberner Müntzen von Siebenbürgen. Renger, Halle 1748 (Google-Books)